# Wydział Ekonomiczny Zachodniopomorskiego Uniwersytetu Technologicznego w Szczecinie
Wydział Ekonomiczny Zachodniopomorskiego Uniwersytetu Technologicznego w Szczecinie – jeden z jedenastu wydziałów Zachodniopomorskiego Uniwersytetu Technologicznego w Szczecinie. Jego siedziba znajduje się przy ul. Żołnierskiej 47 w Szczecinie.
Powstał w roku 1987.

## Kierunki kształcenia

### Studia I stopnia
Dostępne kierunki:
- Ekonomia
- Economics
- Gospodarka turystyczna

### Studia II stopnia
Dostępne kierunki:
- Ekonomia

### Studia podyplomowe
Dostępne kierunki:
- Rachunkowość
- Wycena nieruchomości
- Zarządzanie bezpieczeństwem i higieną pracy

## Poczet dziekanów
1. prof. dr hab. Lech Pałasz (1987–1990)
2. dr inż. Antoni Piwowarski (1990–1995)
3. prof. dr hab. Lech Pałasz (1995–1996)
4. prof. dr hab. Antoni Mickiewicz (1996–2002)
5. dr hab. inż. Grzegorz Spychalski (2002–2005)
6. dr hab. Grażyna Karmowska (2005–2012)
7. dr hab. inż. Bartosz Mickiewicz (2012–2023)
8. dr hab. Agnieszka Brelik (od 2023)

## Władze Wydziału
Od 1 lutego 2023:
| Stanowisko                               | Imię i nazwisko          |
| ---------------------------------------- | ------------------------ |
| Dziekan                                  | dr hab. Agnieszka Brelik |
| Prodziekan ds. studenckich i kształcenia | dr Anna Oleńczuk-Paszel  |
| Prodziekan ds. studenckich i kształcenia | dr Monika Śpiewak-Szyjka |

## Struktura organizacyjna
| Katedra                                     | Kierownik                   |
| ------------------------------------------- | --------------------------- |
| Katedra Zarządzania i Marketingu            | dr hab. Aleksandra Grzesiuk |
| Katedra Nieruchomości                       | dr hab. Maciej Nowak        |
| Katedra Zastosowań Matematyki w Ekonomii    | dr hab. Iwona Bąk           |
| Katedra Ekonomii, Finansów i Rachunkowości  | dr hab. inż. Irena Łącka    |
| Katedra Studiów Regionalnych i Europejskich | dr hab. Agnieszka Brelik    |